# 木曾家豊
木曾 家豊（きそ いえとよ、生没年不詳）は、室町時代の武将。美濃国小木曾荘の領主で木曾氏の当主。木曾家賢の子。子に義元がいる。

## 経歴
文正元年（1466年）、菩提寺の興禅寺に梵鐘を寄進している。鐘銘は以下のとおりであった。
応仁元年（1467年）からの応仁の乱では足利義政からの要請で東軍側に付いた。
文明5年（1473年）、家豊は将軍足利義政の命を受けて、小笠原家長と共に東濃攻略のため、恵那郡の大井城、土岐郡の釜戸村にあった荻之島城(刈安城)を攻め落とした。
その後、木曾氏は天文24年（1555年）甲斐の武田氏の麾下に降るまでの期間、美濃国恵那郡北部の苗木遠山氏を統制下においた。